# Trường Đại học Công nghệ thông tin và Truyền thông, Đại học Thái Nguyên
Trường Đại học Công nghệ thông tin và truyền thông là một trường thành viên thuộc Đại học Thái Nguyên, chuyên về đào tạo nguồn nhân lực số, nghiên cứu khoa học và chuyển giao công nghệ trong các lĩnh vực liên quan đến chuyển đổi số cho cả nước, trong đó tập trung chủ yếu cho thị trường nhân lực tại Hà Nội và các tỉnh vùng thủ đô. Đây là trường đầu tiên và duy nhất tính đến năm 2017 trong khu vực trung du miền núi phía Bắc (trường thứ 16 trên toàn quốc) đạt chuẩn chất lượng giáo dục đại học .

## Lược sử
Trường được thành lập ngày 30 tháng 3 năm 2011 theo quyết định của Thủ tướng Chính phủ, trên cơ sở nâng cấp Khoa Công nghệ thông tin thuộc Đại học Thái Nguyên.
Trường Đại học Công nghệ thông tin và truyền thông chủ trương xây dựng trường đại học hạnh phúc, trong đó đầu tư cơ sở vật chất rất đầy đủ và hiện đại, thuộc loại tốt nhất so với mặt bằng chung của khu vực : hằng năm tặng tân sinh viên đồng phục hiện đại , toàn bộ giảng đường được lắp đầy đủ 100% điều hoà và thiết bị giảng dạy hiện đại, xây dựng công viên tình yêu trong khuôn viên nhà trường,...
Nhà trường hiện đang đào tạo 27 chương trình đào tạo trình độ đại học, 05 chuyên ngành sau đại học thuộc 05 lĩnh vực: Công nghệ thông tin; Kỹ thuật - công nghệ số; Kinh tế - quản trị số; Nghệ thuật - truyền thông số; Ngôn ngữ cho truyền thông. Cho đến nay, nhà trường có quy mô đào tạo trên 10.000 sinh viên và học viên cao học với số lượng sinh viên, học viên đã tốt nghiệp gần 40.000 người.
Nhà trường đào tạo theo định hướng ứng dụng, tăng các kỹ năng thực hành, giảm kiến thức hàn lâm với sự tham gia của nhiều doanh nghiệp trực tiếp vào quá trình đào tạo. Nhiều tập đoàn và doanh nghiệp lớn như Sam Sung, Foxconn, VNPT, Viettel, MISA, CinePlus, Tiktok, OKX - Singapore,... đã trực tiếp tham gia vào hoạt động đào tạo, thực tập, thực tế, cấp học bổng cho sinh viên ,. Tính ứng dụng, thực chiến của Nhà trường được đánh giá rất cao khi Nhà trường là Trường Đại học duy nhất đạt giải (với 02 giải thưởng tại 02 hạng mục Giáo dục đào tạo và Đổi mới sáng tạo) tại giải thưởng Sao Khuê 2025, giải thưởng danh giá nhất lĩnh vực Công nghệ thông tin tại Việt Nam, sân chơi của các tập đoàn công nghệ hàng đầu , . 
Đây là một trong những trường đại học đầu tiên đã triển khai thành công mô hình đặt doanh nghiệp trong nhà trường, trong đó nhiều doanh nghiệp đã đặt các phòng lab, xưởng sản xuất tại Nhà trường để sinh viên vừa học vừa làm các dự án thực tế của doanh nghiệp . Một số sản phẩm giảng viên và sinh viên nhà trường xây dựng thông qua mô hình doanh nghiệp trong nhà trường đã tạo được tiếng vang lớn, thậm chí được đánh giá đi đầu, tạo ra xu thế mới ở Việt Nam như phim điện ảnh 3D "Dế mèn, cuộc phiêu lưu tới xóm lầy lội", thể hiện rõ chất lượng đào tạo định hướng ứng dụng và thực tiễn của Nhà trường , . 
Nhà trường đã và đang xây dựng một số chương trình đào tạo trọng điểm, chất lượng cao, liên kết quốc tế đáp ứng nhu cầu nguồn nhân lực quốc tế .
Nhiều sinh viên của Nhà trường đã đạt các giải cao ở các cuộc thi cấp Quốc gia. Tiêu biểu là nhóm sinh viên đạt giải nhất cuộc thi Khởi nghiệp sinh viên toàn quốc lần thứ 1 (Startup Student Ideals) năm 2016 , cũng như nhiều giải cao trong các cuộc thi khoa học công nghệ cấp Quốc gia ,. Sinh viên của Nhà trường cũng được đánh giá rất cao ở tính thực chiến, tiêu biểu là sinh viên Nguyễn Minh Trường, chủ kênh "Ăn cùng Bà Tuyết" được coi là một hiện tượng thương mại điện tử, khởi nghiệp từ khi còn là sinh viên có gia đình rất nghèo và hiện (năm 2025) đang giữ vị trí doanh số top 1 lĩnh vực đồ ăn ở cả 2 sàn giao dịch thương mại điện tử lớn nhất Việt nam là Shopee và Tiktok , .  Bên cạnh các thành tích tích cực của sinh viên, cũng có những sinh viên của Nhà trường đã sử dụng kiến thức để vi phạm pháp luật trong lĩnh vực công nghệ cao và bị lên án, tiêu biểu là nhóm sinh viên ngành An toàn thông tin của Nhà trường đã có hành vi vi phạm pháp luật khi thực hiện hack tài khoản thanh toán qua mạng chiếm đoạt tiền .
Năm 2021, Nhà trường mở thêm nhiều chương trình đào tạo thuộc nhóm ngành Kỹ thuật - Công nghệ số (Công nghệ ô tô, Kỹ thuật cơ điện tử) và Kinh tế - Quản trị số (Marketing số, Kinh tế số, Quản trị kinh doanh số). Trong đó các chương trình đào tạo thuộc tuyển sinh song song chương trình đào tạo đại trà và chương trình đào tạo cho thị trường Nhật Bản (học tiếng Nhật là ngoại ngữ chính, thực tập - thực tế tại các doanh nghiệp Nhật Bản, cam kết đầu ra làm việc tại các doanh nghiệp Nhật Bản).
Năm 2022, Nhà trường đã mở chương trình Công nghệ thông tin Quốc tế giảng dạy 100% bằng tiếng Anh. Cùng với chương trình đào tạo Kỹ thuật phần mềm liên kết với Trường Đại học Quốc gia Kyungpook - Hàn Quốc (KNU), đây là hai chương trình giảng dạy bằng tiếng Anh, sinh viên tham gia các chương trình đào tạo này có nhiều cơ hội được thực tập, trải nghiệm tại nước ngoài, cũng như nhận bằng của Trường Đại học KNU - Hàn quốc đối với chương trình liên kết KNU.
Năm 2023, Nhà trường đã mở các chương trình đào tạo đại học mới là Vi mạch bán dẫn; Logistics và quản lý chuỗi cung ứng. 
Năm 2024, Nhà trường đã đẩy mạnh các hướng đào tạo về Trí tuệ nhân tạo (AI) cũng như ứng dụng AI toàn diện trong hoạt động quản lý đào tạo, dạy và học tại Nhà trường  nhằm đáp ứng chủ trương đẩy mạnh nguồn nhân lực AI của Quốc gia cũng như kế hoạch của tỉnh Thái Nguyên về việc đào tạo 4.500 nhân lực phục vụ ngành công nghiệp bán dẫn và công nghệ thông tin, AI . 
Năm 2025, Nhà trường đã mở thêm nhiều chương trình đào tạo mới như Nghệ thuật số, Công nghệ tài chính, Ngôn ngữ Anh (định hướng truyền thông số). Đặc biệt chương trình đào tạo Công nghệ tài chính hợp tác với tập đoàn tài chính toàn cầu OKX được đánh giá là bước đột phá của Nhà trường trong việc chuẩn bị nguồn nhân lực phục vụ việc thực hiện Chỉ thị số 05/CT-TTg của Thủ tướng Chính phủ về thúc đẩy phát triển tài sản số, tiền kỹ thuật số một cách lành mạnh, hiệu quả , .
Cũng trong năm 2025, do lĩnh vực Kỹ thuật - Công nghệ của Nhà trường được đào tạo với cách tiếp cận đào tạo hiện đại, ứng dụng công nghệ số, được đánh giá là vượt trội so với các cách tiếp cận truyền thống, UBND Tỉnh Thái Nguyên đã giao Nhà trường là đơn vị chủ trì các hoạt động STEM/STEAM ở Thái Nguyên từ năm 2025 nhằm chuẩn bị nguồn nhân lực chất lượng cao phục vụ các lĩnh vực công nghiệp chiến lược của Tỉnh .

## Các Khoa chuyên môn
Khoa Công nghệ thông tin
Khoa Kỹ thuật và Công nghệ
Khoa Kinh tế và Quản trị
Khoa Nghệ thuật và Truyền thông
Khoa Khoa học cơ bản

## Các phòng ban chức năng
Phòng Hành chính tổ chức
Phòng Quản lý cơ sở vật chất
Phòng Đào tạo
Phòng Khảo thí và Đảm bảo chất lượng giáo dục
Phòng Công tác học sinh sinh viên
Phòng Khoa học công nghệ và Hợp tác quốc tế
Phòng Kế hoạch - Tài chính

## Các Viện / Trung tâm trực thuộc
Trung tâm phát triển phần mềm
Trung tâm  Truyền thông, Tuyển sinh và Hỗ trợ sinh viên
Trung tâm Tin học, Ngoại ngữ và Đào tạo theo nhu cầu
Viện Đào tạo quốc tế
Viện khoa học và công nghệ ứng dụng

## Các ngành đào tạo
Nhóm ngành Công nghệ thông tin:
Công nghệ thông tin
Kỹ thuật phần mềm
Hệ thống thông tin
Khoa học máy tính (Chương trình đào tạo Trí tuệ nhân tạo và dữ liệu lớn)
Mạng máy tính và truyền thông dữ liệu
An toàn thông tin
Kỹ thuật máy tính 
Nhóm ngành Kỹ thuật - công nghệ:
Công nghệ, kỹ thuật điện tử, viễn thông
Công nghệ kỹ thuật điện, điện tử
Công nghệ, kỹ thuật điều khiển, tự động hoá
Công nghệ ô tô 
Kỹ thuật cơ điện tử 
Vi mạch bán dẫn 
Nhóm ngành Kinh tế - quản trị:
Hệ thống thông tin kinh tế
Quản trị văn phòng
Thương mại điện tử (E-commerce)
Kinh tế số
Marketing số
Quản trị kinh doanh số
Logistics và quản lý chuỗi cung ứng
Công nghệ tài chính (Fintech)
Nhóm ngành Nghệ thuật - Truyền thông:
Công nghệ truyền thông
Truyền thông đa phương tiện
Thiết kế đồ họa (Graphic design)
Nghệ thuật số (Digital Arts)
Nhóm ngành Liên kết quốc tế - chất lượng cao
Công nghệ thông tin quốc tế (giảng dạy 100% bằng tiếng Anh, được bổ trợ tiếng Anh đầu vào đạt chuẩn)
Kỹ thuật phần mềm liên kết với Trường Đại học Quốc gia KNU - Hàn quốc